# 2011年アブダビグランプリ
2011年アブダビグランプリは、2011年F1世界選手権第18戦として、2011年11月13日にヤス・マリーナ・サーキットで開催された。